# مقبس 939
مقبس 939 (بالإنجليزية: Socket 939) وهو مقبس تم إنتاجه من قبل شركاة إي أم دي, أطلقتها في يونيو 2004 ليحل محل مقبس 754 لسلسلة وحدات المعالجة المركزية آثلون 64. وهو ثاني مقبس يدعم سلسلة وحدات المعالجة المركزية لدى الشركة من نوع إكس86-64. وتم تبديله لاحقا بمقبس إي أم 2. وكان الوحدات المستخدمة له تدعم ذاكرة الوصول العشوائي دي دي آر-إس دي رام ثنائية القنات وأنظمة 3DNow وSSE2 وSSE3.